# Mistrovství Sovětského svazu v šachu

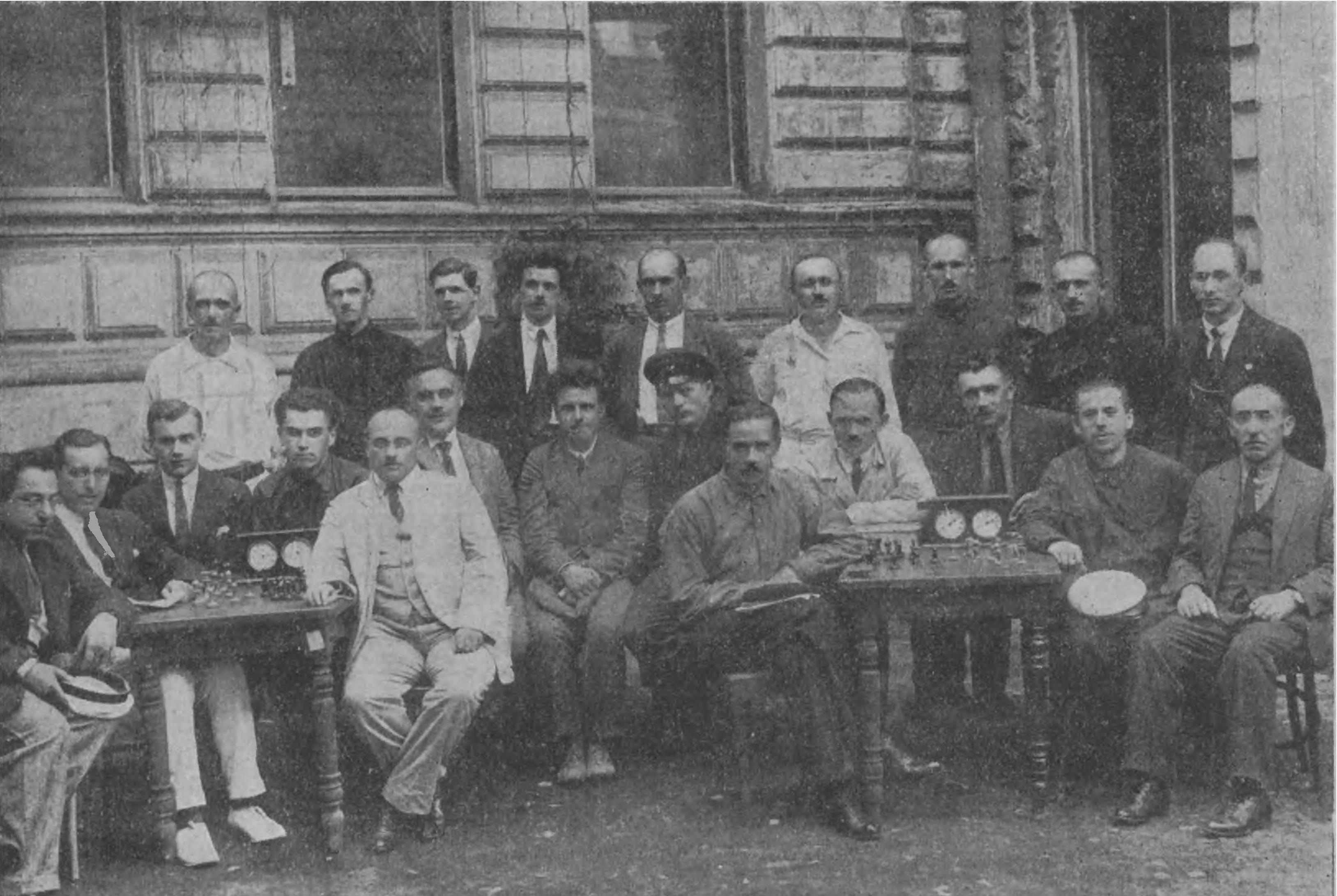
Účastníci 4. ročníku

Mistrovství Sovětského svazu v šachu se hrálo v letech 1921–1991. Organizovala jej Sovětská šachová federace. Byl to nejsilnější národní šachový šampionát, který kdy proběhl: šampionát vyhrálo mj. 8 mistrů světa. Kromě 35. a 58. ročníku, kdy se turnaj hrál Švýcarským systémem, se hrálo metodou každý s každým.
Nejvíce titulů, celkem 6, získali Michail Botvinnik a Michail Tal; 4 tituly získali Tigran Petrosjan, Viktor Korčnoj a Alexandr Beljavskij; 3 tituly pak získali Paul Keres, Leonid Štejn, Lev Polugajevskij a Anatolij Karpov.
Konalo se celkem 58 ročníků.

## Seznam vítězů
| Ročník | Datum                              | Místo     | Vítěz                                                                 | Počet bodů                                                  | Poznámka |
| ------ | ---------------------------------- | --------- | --------------------------------------------------------------------- | ----------------------------------------------------------- | --- |
| 1.     | 4.–24. října 1920                  | Moskva    | Alexandr Aljechin                                                     | 12/15 (+9−0=6)                                              | Tehdy se jednalo o šampionát všech ruských států, ale později byl tento turnaj prohlášen za první ročník Sovětského šampionátu. |
| 2.     | 8.–24. července 1923               | Petrohrad | Peter Romanovskij                                                     | 10/12 (+9−1=2)                                              | |
| 3.     | 23. srpna – 15, září 1924          | Moskva    | Jefim Bogoljubov                                                      | 15/17 (+13−0=4)                                             | |
| 4.     | 11. srpna – 6. září 1925           | Leningrad | Jefim Bogoljubov                                                      | 14/19 (+11−2=6)                                             | |
| 5.     | 26. září – 25. října 1927          | Moskva    | Fedir Parfenovič Bohatyrčuk Peter Romanovskij                         | 14½/20 (+10−1=9) 14½/20 (+12−3=5)                           | |
| 6.     | 2.–20. září 1929                   | Oděsa     | Boris Verlinskij                                                      | 5½/8 (+4−1=3), 4/5 (+4−1=0), a 3½/4 (+3−0=1)                | Turnaj byl rozdělen na tři části.                                                                                               |
| 7.     | 10. října – 11. listopadu 1931     | Moskva    | Michail Botvinnik                                                     | 13½/17 (+12−2=3)                                            | |
| 8.     | 16. srpna – 9. září 1933           | Leningrad | Michail Botvinnik                                                     | 14/19 (+11−2=6)                                             | |
| 9      | 7. prosince 1934 – 2. ledna 1935   | Leningrad | Grigorij Levenfiš Ilja Rabinovič                                      | 12/19 (+8−3=8) 12/19 (+9−4=6)                               | |
| 10.    | 12. dubna – 14. května 1937        | Tbilisi   | Grigorij Levenfiš                                                     | 12½/19 (+9−3=7)                                             | |
| 11.    | 15. dubna – 16. května 1939        | Leningrad | Michail Botvinnik                                                     | 12½/17 (+8−0=9)                                             | |
| 12.    | 5. září – 3. října 1940            | Moskva    | Andor Lilienthal Igor Bondarevskij                                    | 13½/19 (+8−0=11) 13½/19 (+10−2=7)                           | Absolutní šampionát vyhrál Botvinnik 13½/20 (+9−2=9)                                                                            |
| 13.    | 21. května – 17. června 1944       | Moskva    | Michail Botvinnik                                                     | 12½/16 (+11−2=3)                                            | |
| 14.    | 1. června – 3. července 1945       | Moskva    | Michail Botvinnik                                                     | 15/17 (+13−0=4)                                             | |
| 15.    | 2. února – 8. března 1947          | Leningrad | Paul Keres                                                            | 14/19 (+10−1=8)                                             | |
| 16.    | 10. listopadu – 13. prosince 1948  | Moskva    | David Bronštejn Alexander Kotov                                       | 12/18 (+7−1=10) 12/18 (+10−4=4)                             | |
| 17.    | 16. října – 20. listopadu 1949     | Moskva    | Vasilij Smyslov David Bronštejn                                       | 13/19 (+9−2=8) 13/19 (+8−1=10)                              | |
| 18.    | 10. listopadu – 12. prosince 1950  | Moskva    | Paul Keres                                                            | 11½/17 (+8−2=7)                                             | |
| 19.    | 11. listopadu – 14. prosince 1951  | Moskva    | Paul Keres                                                            | 12/17 (+9−2=6)                                              | |
| 20.    | 29. listopadu – 29. prosince 1952  | Moskva    | Michail Botvinnik                                                     | 13½/19 (+9−1=9)                                             | Botvinnik v play-off porazil Marka Tajmanova (+2−1=3).[1]                                                                       |
| 21.    | 7. ledna – 7. února 1954           | Kyjev     | Jurij Averbach                                                        | 14½/19 (+10−0=9)                                            | |
| 22.    | 11. února – 15. března 1955        | Moskva    | Jefim Geller                                                          | 12/19 (+10−5=4)                                             | Geller vyhrál v play-off proti Smyslovi (+1=6).[2]                                                                              |
| 23.    | 10. ledna – 15. února 1956         | Leningrad | Mark Tajmanov                                                         | 11½/17 (+8−2=7)                                             | V play-off porazil Tajmanov Spasského a Averbacha.                                                                              |
| 24.    | 20. ledna – 22. února 1957         | Moskva    | Michail Tal                                                           | 14/21 (+9−2=10)                                             | |
| 25     | 12. ledna – 14. února 1958         | Riga      | Michail Tal                                                           | 12½/18 (+10−3=5)                                            | |
| 26     | 9. ledna – 11. února 1959          | Tbilisi   | Tigran Petrosjan                                                      | 13½/19 (+8−0=11)                                            | |
| 27     | 26. ledna – 26. února 1960         | Leningrad | Viktor Korčnoj                                                        | 14/19 (+12−3=4)                                             | |
| 28     | 11. ledna – 11. února 1961         | Moskva    | Tigran Petrosjan                                                      | 13½/19 (+9−1=9)                                             | |
| 29     | 16. listopadu – 12. prosince 1961  | Baku      | Boris Spasskij                                                        | 14½/20 (+10−1=9)                                            | |
| 30     | 21. listopadu – 20. prosince 1962  | Jerevan   | Viktor Korčnoj                                                        | 14/19 (+10−1=8)                                             | |
| 31     | 23. listopadu – 27. prosince 1963  | Leningrad | Leonid Štejn                                                          | 12/19 (+6−1=12)                                             | Štejn porazil v play-off a Ratmira Cholmova.                                                                                    |
| 32     | 25. prosince 1964 – 27. ledna 1965 | Kyjev     | Viktor Korčnoj                                                        | 15/19 (+11−0=8)                                             | |
| 33     | 21. listopadu – 24. prosince 1965  | Tallinn   | Leonid Štejn                                                          | 14/19 (+10−1=8)                                             | |
| 34     | 28. prosince 1966 – 2. února 1967  | Tbilisi   | Leonid Štejn                                                          | 13/20 (+8−2=10)                                             | |
| 35     | 7. – 26. prosince 1967             | Charkov   | Lev Polugajevskij Michail Tal                                         | 10/13                                                       | Turnaje se zúčastnilo 126 hráčů a hrálo se švýcarským systémem.                                                                 |
| 36     | 30. prosince 1968 – 1. února 1969  | Alma-Ata  | Lev Polugajevskij Alexandr Nikolajevič Zajcev                         | 12½/19 (+7−1=11) 12½/19 (+6=13)                             | V play-off porazil Polugajevskij Zajceva (+2−1=3).[3]                                                                           |
| 37     | 6. září – 12. října 1969           | Moskva    | Tigran Petrosjan                                                      | 14/22 (+6−0=16)                                             | Petrosjan porazil v únoru 1970 v play-off Polguevského (+2=3).[4]                                                               |
| 38     | 25. listopadu – 28. prosince 1970  | Riga      | Viktor Korčnoj                                                        | 16/21 (+12−1=8)                                             | |
| 39     | 15. září – 17. října 1971          | Leningrad | Vladimir Savon                                                        | 15/21 (+9−0=12)                                             | |
| 40     | 16. listopadu – 19. prosince 1972  | Baku      | Michail Tal                                                           | 15/21 (+9−0=12)                                             | |
| 41     | 1.–27. října 1973                  | Moskva    | Boris Spasskij                                                        | 11½/17 (+7−1=9)                                             | |
| 42     | 30. listopadu – 23. prosince 1974  | Leningrad | Alexandr Beljavskij Michail Tal                                       | 9½/15 (+6−2=7)                                              | |
| 43     | 28. listopadu – 22. prosince 1975  | Jerevan   | Tigran Petrosjan                                                      | 10/15 (+6−1=8)                                              | |
| 44     | 26. listopadu – 24. prosince 1976  | Moskva    | Anatolij Karpov                                                       | 12/17 (+8−1=8)                                              | |
| 45     | 28. listopadu – 22. prosince 1977  | Leningrad | Boris Gulko Josif Dorfman                                             | 9½/15 (+4−0=11)                                             | Play-off hrané v roce 1978 skončilo remízou (+1−1=4).[5]                                                                        |
| 46     | 1.–28. prosince 1978               | Tbilisi   | Michail Tal Vitalij Ceškovskij                                        | 11/17 (+5−0=12) 11/17 (+6−1=10)                             | |
| 47     | 29. listopadu – 27. prosince 1979  | Minsk     | Jefim Geller                                                          | 11½/17 (+6−0=11)                                            | |
| 48     | 25. prosince 1980 – 21. ledna 1981 | Vilnius   | Lev Psakhis Alexandr Beljavskij                                       | 10½/17 (+8−4=5) 10½/17 (+6−2=9)                             | |
| 49     | 27. listopadu – 22. prosince 1981  | Frunze    | Garri Kasparov Lev Psakhis                                            | 12½/17 (+10−2=5) 12½/17 (+9−1=7)                            | |
| 50     | 2.–28. dubna 1983                  | Moskva    | Anatolij Karpov                                                       | 9½/15 (+5−1=9)                                              | |
| 51     | 2.–28. dubna 1984                  | Lvov      | Andrej Sokolov                                                        | 12½/17 (+8−0=9)                                             | |
| 52     | 22. ledna – 19. února 1985         | Riga      | Viktor Gavrikov Michail Gurevič Alexandr Černin                       | 11/19 (+4−1=14) 11/19 (+6−3=10) 11/19 (+5−2=12)             | |
| 53     | 4.–28. února 1986                  | Kyjev     | Vitalij Ceškovskij                                                    | 11/17 (+6−1=10)                                             | |
| 54     | 4.–29. března 1987                 | Minsk     | Alexandr Beljavskij                                                   | 11/17 (+7−2=8)                                              | Beljavskij porazil v play-off Valerije Salova (+2=2).[6]                                                                        |
| 55     | 25. července – 19. srpna 1988      | Moskva    | Anatolij Karpov Garri Kasparov                                        | 11½/17 (+6−0=11)                                            | |
| 56     | 22. září – 16. října 1989          | Oděsa     | Rafael Vaganjan                                                       | 9/15 (+5−2=8)                                               | |
| 57     | 18. října – 3. listopadu 1990      | Leningrad | Alexandr Beljavskij Leonid Judašin Jevgenij Barejev Alexey Vyzmanavin | 8½/13 (+5−1=7) 8½/13 (+4−0=9) 8½/13 (+6−2=5) 8½/13 (+5−1=7) | |
| 58     | 1.–13. listopadu 1991              | Moskva    | Artašes Minasjan                                                      | 8½/11 (+7−1=3)                                              | Tento ročník se hrál švýcarským systémem. Minasjan vyhrál v tiebreaku proti Elmaru Magerramovi.                                 |